# عشق هرگز شکست نمی‌خورد
عشق هرگز شکست نمی‌خورد (به هندی: Pyar Jhukta Nahin) و (به انگلیسی:  Love Does not Bow Down) فیلمی هندی محصول سال ۱۹۸۵ و به کارگردانی ویجی ساداناه است. در این فیلم بازیگرانی همچون میتون چاکرابورتی، پادمینی کولاپوری، دنی دنزونگپا، آسرانی، بیندو و منموهان کریشنا ایفای نقش کرده‌اند.